# Bolesław Motz
Bolesław Wojciech Motz (ur. 20 kwietnia 1865 w Radzyniu Podlaskim, zm. 1 lipca 1935 w Paryżu) – polski lekarz, prekursor polskiej urologii, senator II i III kadencji Senatu II RP, działacz ruchu ludowego.

## Życiorys
Jego ojciec Antoni Motz był naczelnikiem stacji kolejowej w Białej Podlaskiej, matka Antonina z domu Wittig zajmowała się prowadzeniem domu. Maturę zdał w 1885 roku w Gimnazjum w Białej Podlaskiej. Studiował medycynę w Petersburgu w marcu 1887 roku został aresztowany w związku z zamachem na cara Aleksandra III. Skazany na dwa lata więzienia w Twierdzy Pietropawłowskiej. Po opuszczeniu więzienia wyjechał do Paryża, gdzie w 1890 roku rozpoczął studia medyczne, które ukończył w 1894 roku. W stolicy Francji spędził prawie całe dorosłe życie. Był wykładowcą urologii na wydziale lekarskim na Sorbonie. Lekarz pierwszej w świecie kliniki urologicznej w Paryżu; członek Francuskiego Towarzystwa Urologicznego. Autor prac dotyczących przerostu gruczołu krokowego, gruźlicy, zapaleń i nowotworów układu moczowo-płciowego. W 1912 roku opublikował specjalistyczny dwumiesięcznik The Clinical Journal of urology
W czasie I wojny światowej, w 1915 roku, współorganizował Komitet Wolnej Polski w Paryżu. Podczas I wojny światowej był jednym z sześciu członków komitetu organizacyjnego armii polskiej we Francji, powstałego jeszcze przed powołaniem komitetu werbunkowego. Był także jednym z organizatorów pierwszych polskich oddziałów we Francji, tzw. bajończyków. Redaktor i wydawca czasopisma „La revue clinique d'urologie”. W marcu 1928 roku, mimo iż mieszkał w Paryżu, został wybrany do Senatu Rzeczypospolitej Polskiej z ramienia PSL „Wyzwolenie” z województwa lubelskiego. Podczas tej kadencji pracował w komisji spraw zagranicznych oraz w komisji wojskowej. Regularnie dojeżdżał z Paryża na sesje parlamentu. W listopadzie 1930 roku został ponownie został wybrany na kolejna kadencję Senatu RP. Od 1931 roku był członkiem Stronnictwa Ludowego, a w latach 1933–1935 pełnił funkcję członka Rady Naczelnej SL. Po tzw. sprawie brzeskiej, był w opozycji do Józefa Piłsudskiego i BBWR, wspierał materialnie więźniów brzeskich i utrzymywał z nimi kontakty listowne. Został pochowany na cmentarzu Champeaux w Montmorency.

## Ordery i odznaczenia
- Krzyż Komandorski z Gwiazdą Orderu Odrodzenia Polski (30 kwietnia 1927)[5]
- Krzyż Komandorski Orderu Odrodzenia Polski (28 kwietnia 1926)[2]